# ایستروم
جیستروم (به هلندی: Eestrum) یک منطقهٔ مسکونی در هلند است که در تیچرکسترادیل واقع شده‌است. جیستروم ۹۲۱ نفر جمعیت دارد.